# Franz Trojan
Franz Trojan (* 22. Januar 1957 in Kulmbach; † 15. September 2021 in Kamp-Lintfort) war ein Schlagzeuger, Produzent und Gründungsmitglied der Rock-’n’-Roll-Band Spider Murphy Gang.

## Leben und Karriere
Mit Günther Sigl, Barny Murphy und dem Keyboarder Michael Busse gründete Franz Trojan 1977 die Spider Murphy Gang. Mit dem Nummer-eins-Hit Skandal im Sperrbezirk landete die Band 1981 einen großen Erfolg. 1992 verließ er die Band und arbeitete als Musikproduzent in München, später in Kamp-Lintfort.
Die Schlagzeug-Firma TROYAN - ZACHOW - DRUMS aus Ottobrunn benannte sich nach Trojan, der sich hölzerne Fasstrommeln für einen intensiveren Klang bauen ließ. 2015 veröffentlichte Trojan seine Autobiografie Hauptsache laut! 2019 wurde Trojan in der umfangreichen Dokumentation Spider Murphy Gang · Glory Days of Rock 'n' Roll, Koproduktion des Bayerischen Rundfunks und des Mitteldeutschen Rundfunks, ausführlich interviewt.
1983 veröffentlichte Franz Trojan die Single Zorro reitet wieder, eine instrumentale Synthiepop-Aufnahme.
Trojan starb 2021 an Lungenkrebs in Kamp-Lintfort. Besonders in Erinnerung blieb sein während der DDR-Tournee von SMG komponiertes Lied „Danke schön Danke“. 2022 veröffentlichte Michael Busse einen Titel zu Franz Trojan.